# کاوالنکو شاهگالیان
کاوالنکو سورنی شاهگالیان (ارمنی: Կավալենկո Սուրենի Շահգալդյան؛  زادهٔ ۱۴ نوامبر ۱۹۴۶) سیاستمدار اهل ارمنستان است.

## زندگی‌نامه
وی در ۱۴ نوامبر ۱۹۴۶ در آلاپارس به دنیا آمد و از دانشگاه پلی‌تکنیک ارمنستان فارغ‌التحصیل گشت. همچنین برندهٔ جوایزی همچون نشان آنانیا شیراکاتسی () شده است.